# Phyllomydas weemsi
Phyllomydas weemsi är en tvåvingeart som beskrevs av Wilcox 1978. Phyllomydas weemsi ingår i släktet Phyllomydas och familjen Mydidae.
Artens utbredningsområde är Florida. Inga underarter finns listade i Catalogue of Life.